# Cerocranus extremus
Espèce
Cerocranus extremus est une espèce de coléoptères de la famille des Curculionidae.

## Description
L'adulte, qui mesure entre 4 et 5,5 mm, fabrique une sorte de corne sur son thorax à partir d'une sécrétion cireuse,.

## Répartition
L'espèce est endémique de Nouvelle-Calédonie.

## Systématique
Le nom valide complet (avec auteur) de ce taxon est Cerocranus extremus Kuschel (d), 2008.
Cerocranus extremus appartient à la tribu des Cranopoeini, caractérisée par la sécrétion d'une matière cireuse au niveau du thorax.

## Publication originale
- (en) G. Kuschel, « New tribe, new genus and species for an Australasian weevil group with notes and keys [Coleoptera, Curculionidae] », Revue française d'entomologie, Paris, vol. 30, nos 2/4,‎ 2008, p. 41-66 (ISSN 0181-0863).